# Preah Vihear (thị xã)
Preah Vihear là thành phố thủ phủ của tỉnh Preah Vihear ở miền bắc Campuchia. Phnom Tbeng Meanchay (hay Phnom Tbeng Meanchey) là một ngọn núi cao tới 600 m, cách 5 km về phía tây nam của Tbeng Meanchay.

## Thắng cảnh
- Koh Ker Có 30 công trình cổ đại, bao gồm Prasat Thom, một kim tự tháp bảy bậc, Koh Ker từng là kinh đô của Đế quốc Khmer trong khoảng thời gian Khmer Empire dưới Triều đại vua Jayavarman IV (928–42).
- Prasat Bakan hay Preah Khan Kompong Svay: 105 km về phía tây nam của tỉnh lị, được xây dưới thời vua Suryavarman I (1002–1050)
- Đền Noreay, ngôi đền được xây từ thế kỉ thứ 7 bằng sa thạch, đá ong và gạch, 32 km về phía đông bắc tỉnh lị.
- Phnom Pralean: một ngôi đền thờ Bà La Môn, trên đỉnh một ngọn đồi cao 180 mét
- Đền Neak Buos 75 km về phía bắc của Tbaeng Meanchey
- Đền Krapum Chhouk: xây từ thế kỷ thứ 10 bằng đá ong và các đá, 45 km về phía nam của Tbaeng Meanchey
- Đền Kork Beng: một ngôi đền đổ nát làm bằng đá ong và sa thạch được xây trong khoảng giữa các năm 936 và 951 bởi một người chỉ huy tên là Kork dưới thời vua Jayavarman IV.
- Wat Peung Preah Ko: một nơi thờ phụng với vẻ đẹp tự nhiên xung quanh và được tin là có sức mạnh siêu nhiên

Bản mẫu:PreahVihearProvince